# Сурабайська битва
Сурабайська битва — битва між прибічниками незалежності Індонезії та британськими індійськими військами під час Індонезійської національної революції. Битва була найскладнішою з усіх баталій революції та стала символом індонезійського опору. Військову перемогу в битві святкували британці, утім то була лише тактична перемога. Насправді ж, у стратегічному сенсі, битва стала переломною та зрештою принесла індонезійським націоналістам перемогу стратегічну, що невдовзі дозволило проголосити незалежність Індонезії.